# Anne Le Troter
Anne Le Troter est une artiste française née en 1985. 

## Biographie
Anne Le Troter nait à Saint-Étienne en 1985. Elle étudie à l'École supérieure d'art et design Saint-Étienne, puis à la Haute École d'art et de design Genève.
Anne Le Troter travaille par montage de matériaux sonores qu'elle collecte. Elle s'intéresse au langage et à l'oralité. Elle enregistre les paroles de situation de la vie quotidienne qu'elle va déformer, étirer jusqu'à l'abstraction.  Elle utilise les phrases répétées lors d'enquêtes téléphoniques, des balbutiement de prothésistes dentaires, ou les voix des employées d'une banque de sperme aux États-Unis qui décrivent le caractère et le physique des donneurs.

## Prix et distinctions
- Swiss Art Award, Bâle, 2013
- Grand prix Salon d'art contemporain de Montrouge, 2016[6]

## Expositions
- 2015 : Mitoyennes, BF15, Lyon[7]
- 2016 : De l'interprétariat, Arnaud Deschin galerie, Paris[8]
- 2017 : Listes à puces, Palais de Tokyo, Paris[1]

## Distinctions
- 2016 : lauréate du grand prix du salon de Montrouge[9].

## Publications
En 2013, elle publie L'Encyclopédie de la matière aux éditions Héros-Limite.